# 大和五ヶ所御坊
大和五ヶ所御坊（やまとごかしょごぼう）は、奈良県（大和国）にある浄土真宗本願寺派の寺で、以下の5つの寺を指す。

## 一覧
- 今井御坊（称念寺） - 橿原市。本堂が国の重要文化財。
- 畝傍御坊（信光寺） - 橿原市。
- 御所御坊（圓照寺）- 御所市。
- 高田御坊（専立寺） - 大和高田市。太鼓楼などが大和高田市指定文化財。
- 田原本御坊（浄照寺) - 田原本町。本堂が奈良県の有形文化財。